# Latinitas (Stiftung)
Die vatikanische Stiftung Latinitas (lateinisch Opus Fundatum Latinitas) widmete sich der Erforschung der lateinischen Sprache, insbesondere des nachklassischen Lateins, und der Förderung ihres Gebrauchs. Sie bestand von 1976 bis 2012.

## Geschichte
Die Stiftung wurde 1976 von Papst Paul VI. mit dem Schreiben Romani sermonis errichtet. Sie verfolgte folgende Ziele:
- Studium der lateinischen Sprache
- Förderung des Gebrauchs der lateinischen Sprache durch unterschiedliche Mittel:[1]
  - Herausgabe der Zeitschrift Latinitas
  - Durchführung des Wettbewerbs „Certamen Vaticanum“ in lateinischer Dichtkunst
  - Angebot lateinischen Sprachunterrichts (Unterrichtssprache Latein)
  - Organisation von Vorträgen und Diskussionen
  - Herausgabe des Lexicon recentis latinitatis, eines Wörterbuchs mit über 15.000 lateinischen Übersetzungen von Begriffen des heutigen Sprachgebrauches[3]
  - Durchführung von „lateinischen“ Ferien

Die Stiftung veröffentlichte die Buchreihe Latinitas. Series librorum operis fundati cui nomen „Latinitas“ und gab die Quartalszeitschrift Latinitas heraus. Sie wurde kirchlich getragen, erfüllte jedoch eine für die Allgemeinheit förderliche kulturelle Aufgabe.
Als Nachfolgeinstitution gründete Papst Benedikt XVI. 2012 die Päpstliche Akademie für die lateinische Sprache.

## Präsidenten
- 1977–1997: Karl Egger CRSA
- 1997–2008: Anacleto Pavanetto SDB (1931–2021)
- 2008–2012: Antonio Salvi OFMCap